# Sei Serimah
Sei Serimah is een bestuurslaag in het regentschap Serdang Bedagai van de provincie Noord-Sumatra, Indonesië. Sei Serimah telt 931 inwoners (volkstelling 2010).